# Basilika der Barmherzigen Jungfrau von Cobre (Havanna)
Die Basilika der Barmherzigen Jungfrau von Cobre (spanisch Basilica de Nuestra Señora de Caridad del Cobre) ist eine römisch-katholische Kirche in Havanna, Kuba. Die Pfarrkirche des Erzbistums San Cristóbal de la Habana trägt den Titel einer Basilica minor.

## Geschichte
Die ursprüngliche Pfarrkirche wurde 1739 mit dem Patrozinium der Jungfrau von Guadalupe errichtet. Bei der Eroberung Havannas 1762 durch die Briten wurde diese Kirche zerstört und diente später als Steinbruch, da aus verteidigungstaktischen Gründen keine Bauwerke außerhalb der Stadtmauern mehr stehen sollten. 1779 wurde das Bild der Jungfrau von Guadalupe in die Kirche La Salud überführt. In deren Nähe wurde dann ab 1819 die neue Pfarrkirche im Stil des Eklektizismus gebaut, deren Abschluss ohne die Türme noch bis 1839 dauerte. Aufgrund der populären, aber langen Wallfahrt zur Virgen de la Caridad del Cobre erhielt die Kirche 1913 durch Papst Pius X. das gleiche Patrozinium. Bis 1915 wurde die Fassade erneuert und ein Kirchturm gebaut, der 1972 beim Zyklon Agnes seine Spitze verlor. Papst Benedikt XVI. erhob die Kirche 2011 in den Rang einer Basilica minor.

## Architektur
Die dreischiffige Kirche besitzt am Übergang zu den Querschiffen eine Vierungskuppel mit einem Tambour. Das Mittelschiff nimmt die halbe Kirchenbreite ein und ist mit einem Tonnengewölbe überdacht, das auf die Seitenschiffe abgrenzenden Arkaden mit kreuzförmigen Pfeilern ruht. Der Chor wird ebenfalls durch ein Tonnengewölbe überdacht.